# 広島金座街商店街

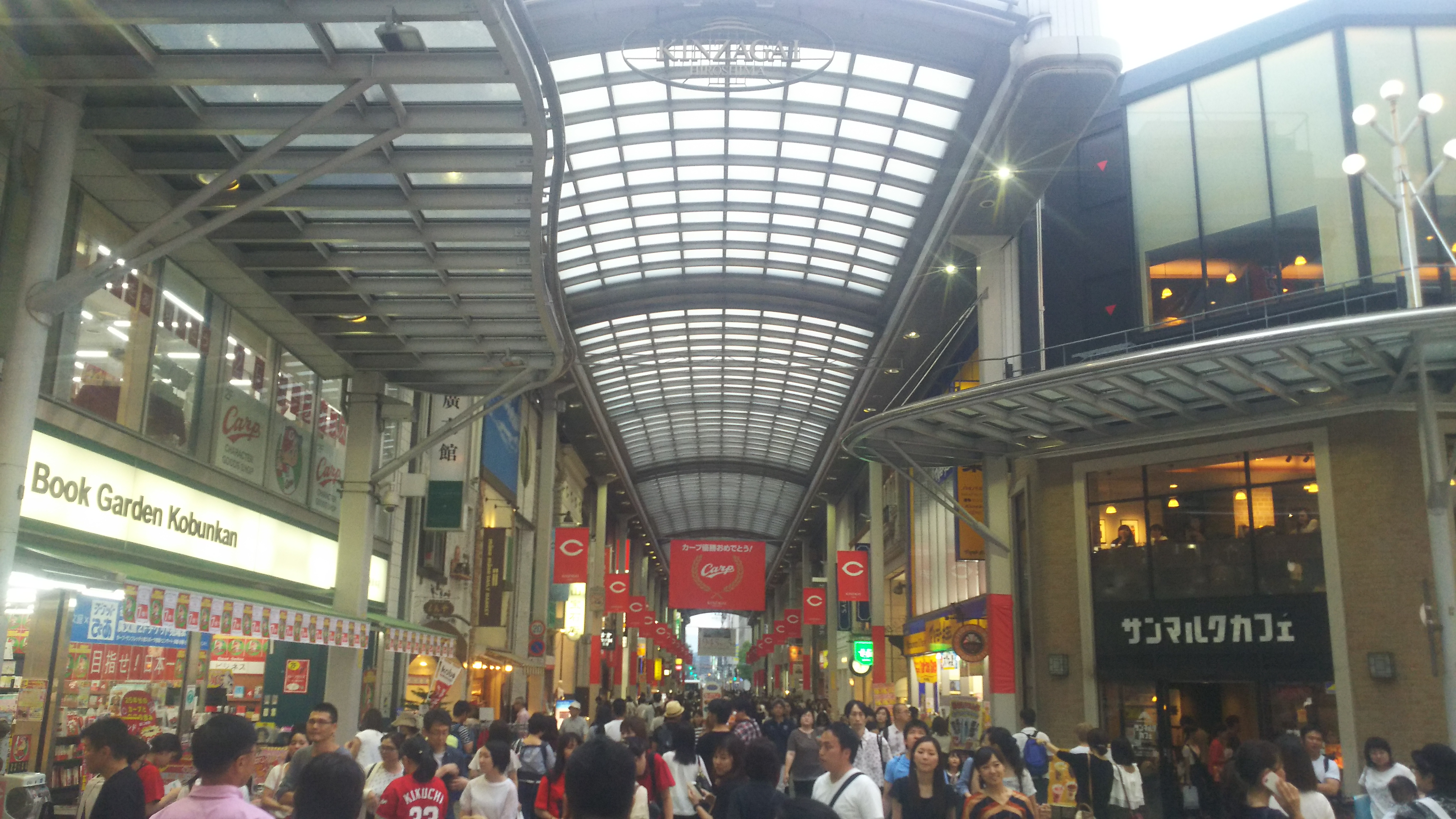
広島パルコからの金座街商店街

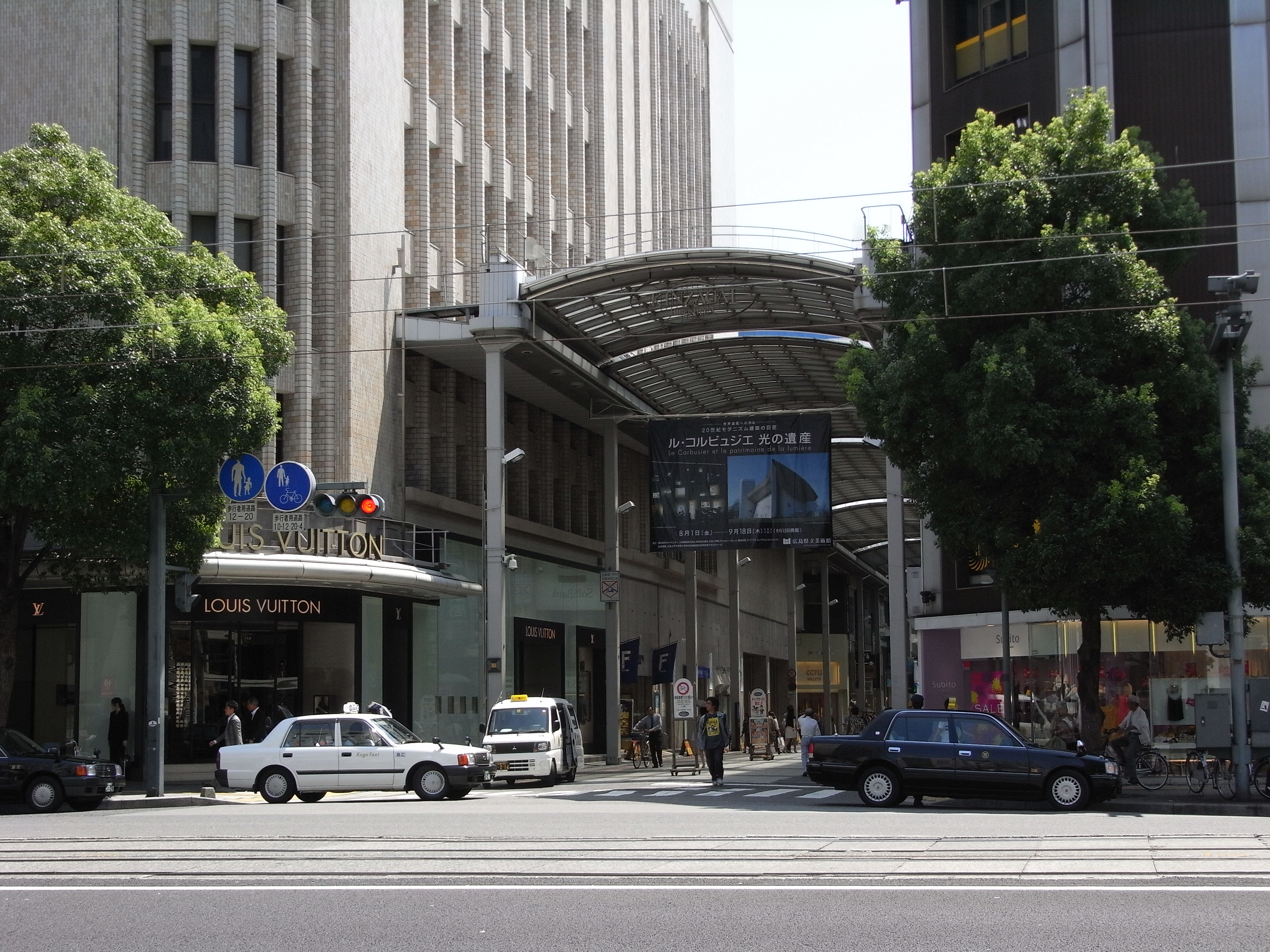
相生通りより

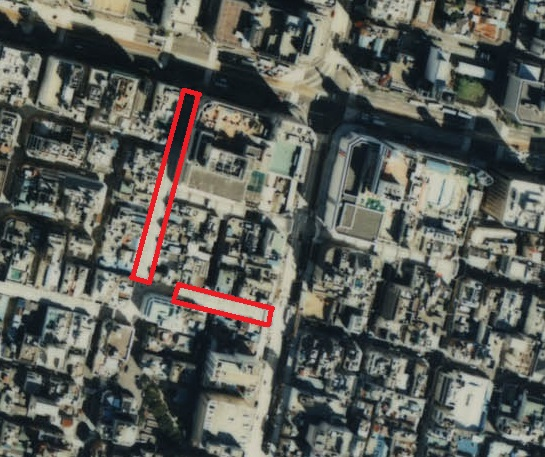
金座街商店街のアーケード区域（赤枠）

広島金座街商店街（ひろしまきんざがいしょうてんがい）は、広島県広島市中区にある商店街で、通称「金座街」として親しまれている。

## 概要

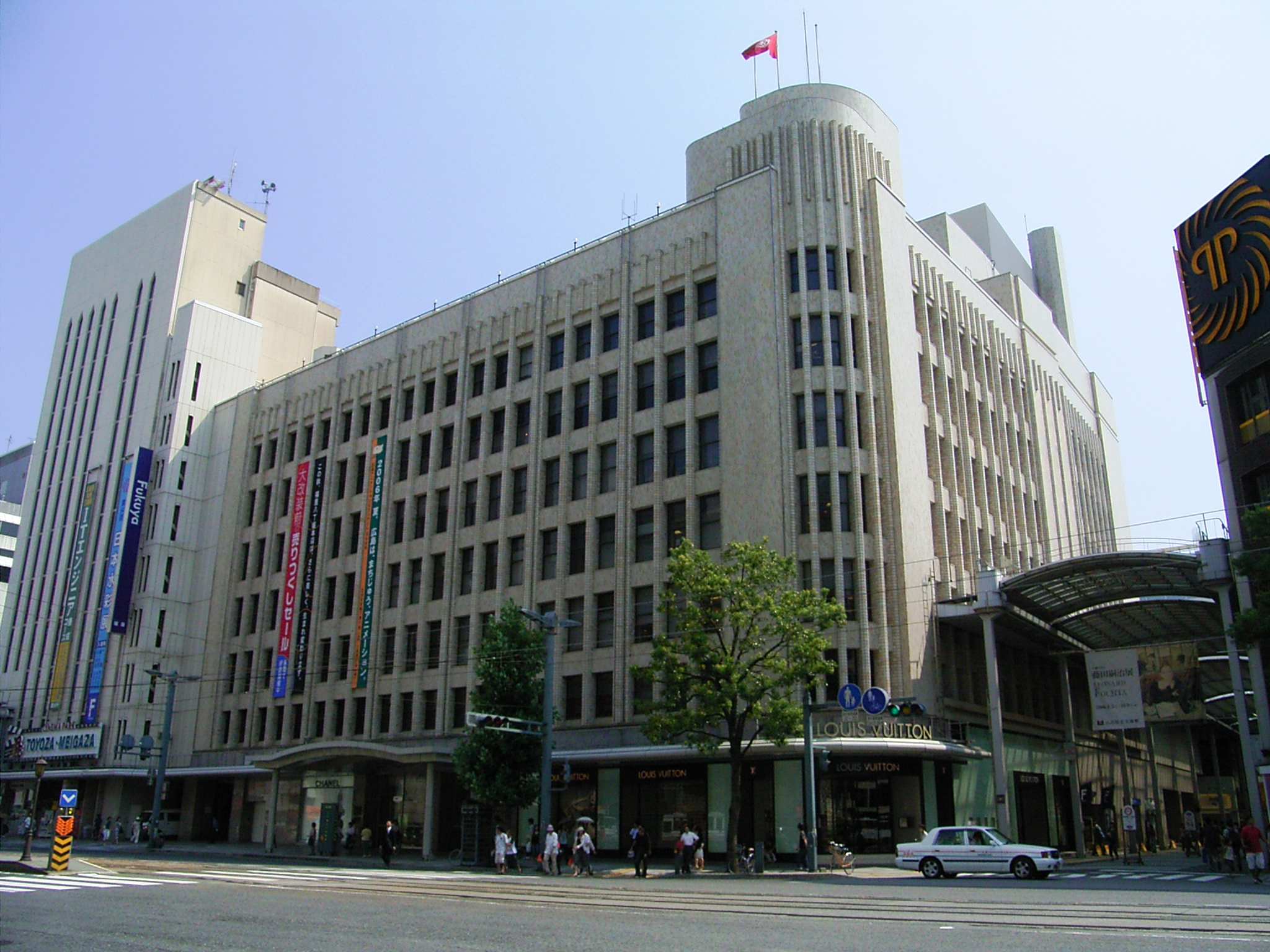
福屋八丁堀本店

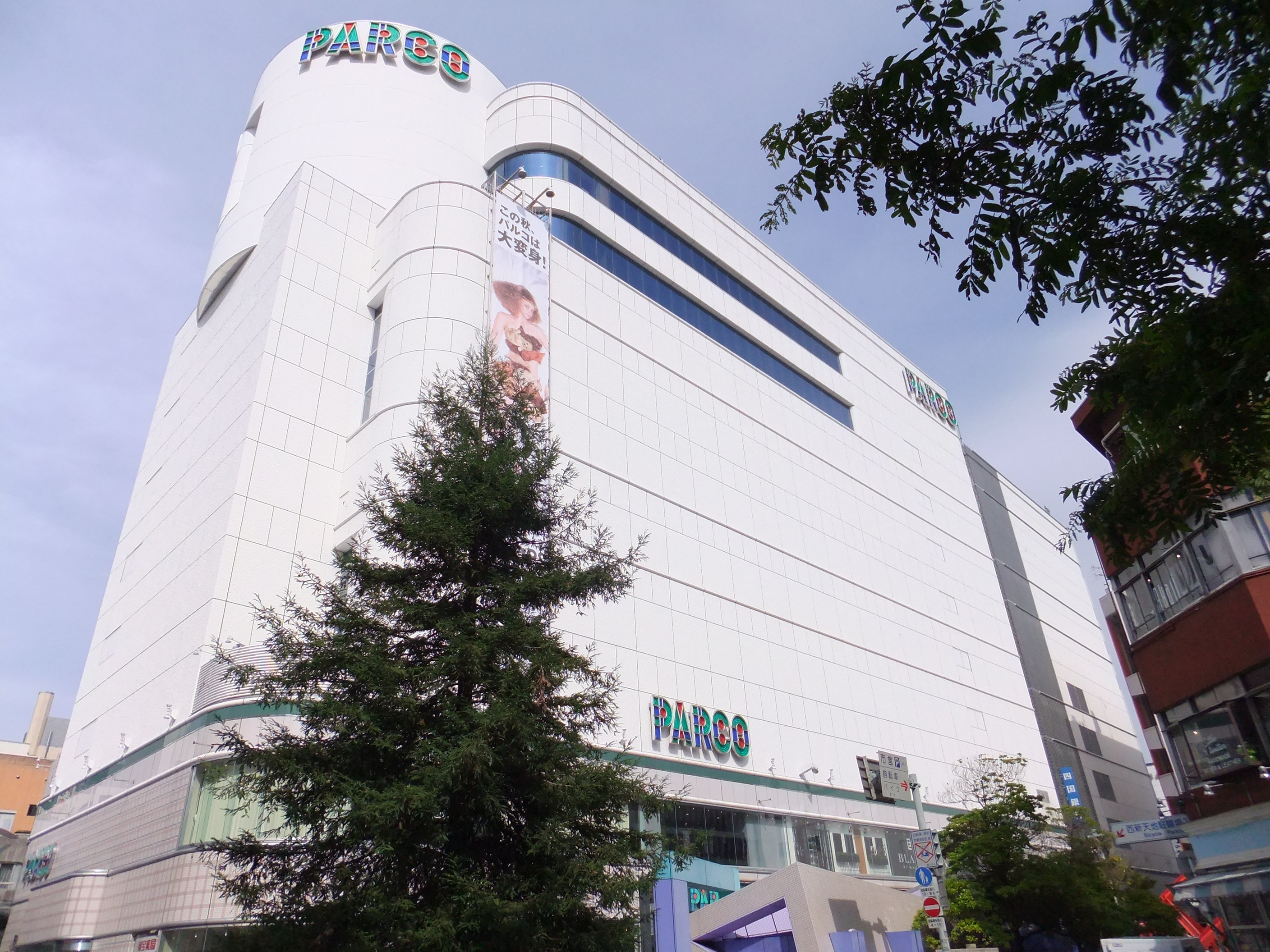
広島パルコ本館

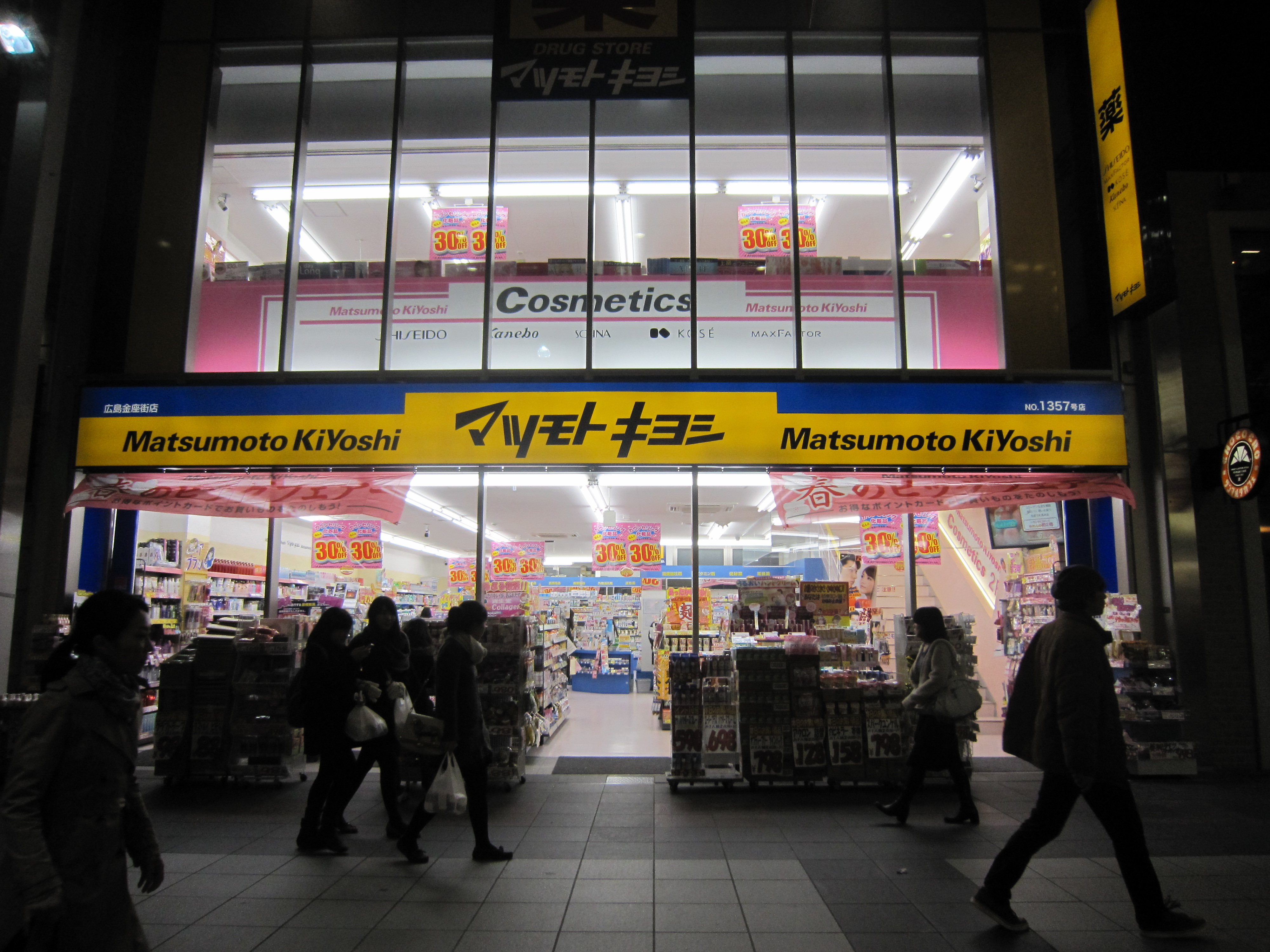
マツモトキヨシ広島金座街店

広島市中心部の商店街で、南側には広島パルコがあり、パルコのある解放部を挟んで西側に広島本通商店街が、南側に並木通りが伸びている。北側には福屋八丁堀本店があり、東側に向かってえびす通り商店街が、西側に広島市中の棚商店街が伸びている。店舗はファッション店が主でナショナルチェーン店や大型店と、地元の老舗が共存している。

## 営業時間
商店によって異なるがアパレル店等は10時～20時頃、飲食店は22時頃までの店舗が多い。近年は松屋やネットカフェ等深夜も営業している店舗もある。

## 歴史
- 1929年 福屋八丁堀本店の出店を契機に、東京の「銀座」よりも立派な街にしようとの意気込みで、通りの名を「金座街」と命名。
- 1946年 金座街商店組合を結成。
- 1951年 金座街商業協同組合を設立。
- 1957年 金座街商店組合、ひろしま祭りに参加。
- 1961年 金座街にアーケード完成。
- 1968年 カラー舗装を敷設。
- 1974年 商店街振興組合に改組、広島金座街商店街振興組合を設立。
- 1977年 アーケードを大改修。
- 1983年 組合活同組織として「金座街商店街青年部会」を発足。
- 1989年 金座街60周年記念イベントを実施。
- 1995年 「光と花のアトリウム」としてガラスを使ったクリスタルアーケードが完成。カラー舗装準備委員会設置。アーケードのコンセプトに沿った、堅守なカラー舗装の再整備を検討。
- 1997年 アーケードとマッチし堅守さとセラミック板などの美しさを兼ね備えた、新カラー舗装が完成。
- 2016年 街灯の照明をLED化し、舗装を石畳風の砂利を混ぜたグレーのアスファルトに変更するリニューアルが行われた。

## 店舗・施設
- 広島パルコ
- 福屋八丁堀本店 - 百貨店
- ワイモバイル
- マツモトキヨシ
- 広島中央薬店
- 鎌倉パスタ
- 松屋
- ドトールコーヒー
- フラワーコンタクト
- アカデミイ書店
- 下村時計店
- 4℃ ブライダル
- ファミリーマート　ほか

## かつて存在した店舗
- パワードラッグワンズワン - 跡地はカジュアルハウス306になったのち閉店
- カジュアルハウス306
- Hatch - メガネ屋
- WEGO - 古着店。周辺ではサンモール店のみ残っている
- ソフトバンク
- カフェMランド
- 廣文館金座街本店 - 書店

## 路上ライブ
- フジテレビの番組めざましどようびの主題歌オーディション企画“めざうたコンペ・FINAL”で優勝した高校生デュオ★ジョージ★が、金座街の福屋前で路上ライブを行っていた。

## 交通機関
- 広島電鉄路面電車
  - 本線
    - 八丁堀電停
    - 立町電停下車

- 広電バス
  - 八丁堀バス停下車 ほか